# Hàm lượng giác

Đồ thị hàm sin

Đồ thị hàm cos

Đồ thị hàm tan

Đồ thị hàm cot

Đồ thị hàm sec

Đồ thị hàm csc

Trong toán học nói chung và lượng giác học nói riêng, các hàm lượng giác là các hàm toán học của góc, được dùng khi nghiên cứu tam giác và các hiện tượng có tính chất tuần hoàn. Các hàm lượng giác của một góc thường được định nghĩa bởi tỷ lệ chiều dài hai cạnh của tam giác vuông chứa góc đó, hoặc tỷ lệ chiều dài giữa các đoạn thẳng nối các điểm đặc biệt trên vòng tròn đơn vị. Những định nghĩa hiện đại hơn thường coi các hàm lượng giác là chuỗi số vô hạn hoặc là nghiệm của một số phương trình vi phân, điều này cho phép hàm lượng giác có thể có đối số là một số thực hay một số phức bất kì.
Các hàm lượng giác không phải là các hàm số đại số và có thể xếp vào loại hàm số siêu việt.

## Các hàm lượng giác cơ bản
Ngày nay, chúng ta thường làm việc với sáu hàm lượng giác cơ bản, được liệt kê trong bảng dưới, kèm theo liên hệ toán học giữa các hàm.
| Hàm | Viết tắt | Liên hệ |
| Sin | sin      | {\displaystyle \sin \theta =\cos \left({\frac {\pi }{2}}-\theta \right)\,}                                                                |
| Cos | cos      | {\displaystyle \cos \theta =\sin \left({\frac {\pi }{2}}-\theta \right)\,}                                                                |
| Tan | tan      | {\displaystyle \tan \theta ={\frac {1}{\cot \theta }}={\frac {\sin \theta }{\cos \theta }}=\cot \left({\frac {\pi }{2}}-\theta \right)\,} |
| Cot | cot      | {\displaystyle \cot \theta ={\frac {1}{\tan \theta }}={\frac {\cos \theta }{\sin \theta }}=\tan \left({\frac {\pi }{2}}-\theta \right)\,} |
| Sec | sec      | {\displaystyle \sec \theta ={\frac {1}{\cos \theta }}=\csc \left({\frac {\pi }{2}}-\theta \right)\,}                                      |
| Csc | csc      | {\displaystyle \csc \theta ={\frac {1}{\sin \theta }}=\sec \left({\frac {\pi }{2}}-\theta \right)\,}                                      |

Trong lịch sử, một số hàm lượng giác khác đã được nhắc đến, nhưng nay ít dùng là:
Xem thêm bài đẳng thức lượng giác để biết thêm rất nhiều liên hệ khác nữa giữa các hàm lượng giác.

## Lịch sử
Những nghiên cứu một cách hệ thống và việc lập bảng tính các hàm lượng giác được cho là thực hiện lần đầu bởi Hipparchus ở Nicaea (180-125 TCN), người đã lập bảng tính độ dài của các cung tròn (có giá trị bằng góc, A, nhân với bán kính, r) và chiều dài của dây cung tương ứng (2r sin(A/2)). Sau đó, Ptolemy (thế kỷ II) tiếp tục phát triển công trình trên trong quyển Almagest, tìm ra công thức cộng và trừ cho sin(A + B) và cos(A + B). Ptolemy cũng đã suy diễn ra được công thức nửa-góc sin(A/2)2 = (1 − cos(A))/2, cho phép ông lập bảng tính với bất cứ độ chính xác cần thiết nào. Những bảng tính của Hipparchus và Ptolemy nay đã bị thất truyền.
Các phát triển về lượng giác tiếp theo diễn ra ở Ấn Độ, trong công trình Siddhantas (khoảng thế kỷ IV–V), định nghĩa hàm sin theo nửa góc và nửa dây cung. Quyển Siddhantas cũng chứa bảng tính hàm sin cổ nhất còn tồn tại đến nay (cùng với các giá trị 1 − cos), cho các góc có giá trị từ 0 đến 90 độ cách nhau 3.75 độ.
Công trình Ấn giáo này sau đó được dịch và phát triển thêm bởi người Ả Rập. Đến thế kỷ X, người Ả Rập đã dùng cả sáu hàm lượng giác cơ bản (trong tác phẩm Abu'l-Wefa), với các bảng tính hàm sin cho các góc cách nhau 0.25 độ, với độ chính xác đến 8 chữ số thập phân sau dấu phẩy, và bảng tính hàm tan.
Từ sin mà ngày nay ta dùng xuất phát từ chữ La tinh sinus ("vịnh" hay "gập"), dịch nhầm từ chữ Phạn jiva (hay jya). Jiva (vốn được đọc đầy đủ là ardha-jiva, "nửa-dây cung", trong quyển Aryabhatiya thế kỷ VI) được chuyển tự sang tiếng Ả Rập là jiba (جب), nhưng bị nhầm thành từ khác, jaib (جب) ("vịnh"), bởi các dịch giả ở châu Âu như Robert ở Chester và Gherardo ở Cremona trong quyển Toledo (thế kỷ XII). Sự nhầm lẫn này có thể là do jiba (جب) và jaib (جب) được viết giống nhau trong tiếng Ả Rập (đa số nguyên âm bị lược bỏ trong bảng chữ cái Ả Rập).
Các công trình đầu tiên này về các hàm lượng giác đều được phát triển trong nghiên cứu thiên văn. Có lẽ quyển sách đầu tiên chỉ tập trung nghiên cứu về lượng giác là De triangulis omnimodus (1464) và Tabulae directionum của Regiomontanus (1436–1476). Quyển Tabulae directionum nói về hàm tang.
Quyển Opus palatinum de triangulis của Rheticus, một học trò của Copernicus, là quyển sách đầu tiên định nghĩa các hàm lượng giác bằng tam giác vuông thay vì dùng vòng tròn đơn vị, kèm theo bảng tính 6 hàm lượng giác cơ bản. Công trình này được hoàn thiện bởi học trò của Rheticus là Valentin Otho năm 1596.
Quyển Introductio in analysin infinitorum (1748) của Euler tập trung miêu tả cách tiếp cận giải tích đến các hàm lượng giác, định nghĩa chúng theo các chuỗi vô tận và giới thiệu "Công thức Euler" eix = cos(x) + i sin(x). Euler đã dùng các ký hiệu viết tắt sin., cos., tang., cot., sec., và cosec. giống ngày nay.

## Định nghĩa bằng tam giác vuông

Một tam giác vuông luôn chứa một góc 90° (π/2 radian), được ký hiệu là C trong hình này. Góc A và B có thể thay đổi. Các hàm lượng giác thể hiện mối liên hệ chiều dài các cạnh và độ lớn các góc của tam giác vuông.

Có thể định nghĩa các hàm lượng giác của góc A, bằng việc dựng nên một tam giác vuông chứa góc A. Trong tam giác vuông này, các cạnh được đặt tên như sau:
- Cạnh huyền là cạnh đối diện với góc vuông, là cạnh dài nhất của tam giác vuông, h trên hình vẽ.
- Cạnh đối là cạnh đối diện với góc A, a trên hình vẽ.
- Cạnh kề là cạnh nối giữa góc A và góc vuông, b trên hình vẽ.

Dùng hình học Euclid, tổng các góc trong tam giác là pi radian (hay 180⁰). Khi đó:
| Hàm | Định nghĩa                   | Biểu thức                             |
| --- | ---------------------------- | ------------------------------------- |
| Sin | Cạnh đối chia cho cạnh huyền | {\displaystyle \sin A={\frac {a}{h}}} |
| Cos | Cạnh kề chia cho cạnh huyền  | {\displaystyle \cos A={\frac {b}{h}}} |
| Tan | Cạnh đối chia cho cạnh kề    | {\displaystyle \tan A={\frac {a}{b}}} |
| Cot | Cạnh kề chia cho cạnh đối    | {\displaystyle \cot A={\frac {b}{a}}} |
| Sec | Cạnh huyền chia cho cạnh kề  | {\displaystyle \sec A={\frac {h}{b}}} |
| Csc | Cạnh huyền chia cho cạnh đối | {\displaystyle \csc A={\frac {h}{a}}} |

## Định nghĩa bằng vòng tròn đơn vị
Các hàm lượng giác cũng có thể được định nghĩa bằng vòng tròn đơn vị, một vòng tròn có bán kính bằng 1 và tâm trùng với tâm của hệ tọa độ. Định nghĩa dùng vòng tròn đơn vị thực ra cũng dựa vào tam giác vuông, nhưng chúng có thể định nghĩa cho các mọi góc là số thực, chứ không chỉ giới hạn giữa 0 và Pi/2 radian. Các góc lớn hơn 2π hay nhỏ hơn −2π quay vòng trên đường tròn.

### Dùng đại số

Vòng tròn đơn vị và một số điểm đặc biệt ứng với một số góc đặc biệt.

Vòng tròn đơn vị là mọi điểm (x, y) trên mặt phẳng của hình học phẳng thỏa mãn:
x2 + y2 = 1
Gọi góc θ là góc giữa đường thẳng nối tâm hệ tọa độ và điểm (x,y) trên vòng tròn và chiều dương của trục x của hệ tọa độ x-y, các hàm lượng giác có thể được định nghĩa là:
| Hàm    | Định nghĩa |
| sin(θ) | y          |
| cos(θ) | x          |
| tan(θ) | y/x        |
| cot(θ) | x/y        |
| sec(θ) | 1/x        |
| csc(θ) | 1/y        |

Khi các góc quay trên vòng tròn, hàm sin, cos, sec và csc trở nên hàm tuần hoàn với chu kỳ 2π radian hay 360 độ:
{\displaystyle \sin \theta =\sin \left(\theta +2\pi k\right)}
{\displaystyle \cos \theta =\cos \left(\theta +2\pi k\right)}
Ở đây θ là góc, một số thực bất kỳ; k là một số nguyên bất kỳ.
Tan và Cot tuần hoàn với chu kỳ π radian hay 180 độ.

### Dùng hình học

Mọi hàm lượng giác đều có thể được dựng lên bằng phương pháp hình học trên một vòng tròn đơn vị có tâm ở O.

Hình vẽ bên cho thấy định nghĩa bằng hình học về các hàm lượng giác cho góc bất kỳ trên vòng tròn đơn vị tâm O. Với θ là nửa cung AB:
| Hàm       | Định nghĩa | Chú thích |
| sin(θ)    | AC         | định nghĩa lần đầu giới thiệu trong lịch sử bởi người Ấn Độ                                                                          |
| cos(θ)    | OC         | |
| tan(θ)    | AE         | đường tiếp tuyến với đường tròn tại A, ý nghĩa này đã mang lại cho cái tên "tan" của hàm, xuất phát từ tiếng La tinh là "tiếp tuyến" |
| cot(θ)    | AF         | |
| sec(θ)    | OE         | đường cắt vòng tròn, ý nghĩa này đã mang lại cho cái tên "secant" của hàm, xuất phát từ tiếng La tinh là "đường cắt vòng tròn"       |
| csc(θ)    | OF         | |
| versin(θ) | CD         | versin(θ) = 1 − cos(θ) |
| exsec(θ)  | DE         | exsec(θ) = sec(θ) − 1 |

Theo hình vẽ, dễ thấy sec và tang sẽ phân kỳ khi θ tiến tới π/2 (90 độ), csc và cot phân kỳ khi θ tiến tới 0. Nhiều cách xây dựng tương tự có thể được thực hiện trên vòng tròn đơn vị, và các tính chất của các hàm lượng giác có thể được chứng minh bằng hình học.

## Định nghĩa bằng chuỗi

Hàm sin (xanh lam) được xấp xỉ bằng chuỗi Taylor bậc 7 (màu hồng).

Dùng hình học và các tính chất của giới hạn hàm số, có thể chứng minh rằng đạo hàm của hàm sin là hàm cos và đạo hàm của hàm cos là trái dấu của hàm sin. Có thể dùng chuỗi Taylor để phân tích hàm sin và cos ra chuỗi, cho mọi góc x đo bằng giá trị radian thực. Từ hai hàm này có thể suy ra chuỗi của các hàm lượng dạng còn lại.
Các đẳng thức bên dưới đây cho biết chuỗi Taylor của các hàm lượng giác. Chúng có thể dùng làm định nghĩa cho hàm lượng giác. Chúng được dùng trong nhiều ứng dụng, như chuỗi Fourier), vì lý thuyết của chuỗi vô hạn có thể được xây dựng từ nền tảng hệ thống số thực, độc lập với hình học. Các tính chất như khả vi hay liên tục có thể được chứng minh chỉ từ định nghĩa bằng chuỗi.
Trong bảng dưới, quy ước:
En là số Euler thứ n
Un là số lên/xuống thứ n
| Hàm    | Định nghĩa | Cụ thể                                                                                               |
| sin(x) | {\displaystyle \sum _{n=0}^{\infty }{\frac {(-1)^{n}x^{2n+1}}{(2n+1)!}}}                                                                   | {\displaystyle x-{\frac {x^{3}}{3!}}+{\frac {x^{5}}{5!}}-{\frac {x^{7}}{7!}}+\cdots }                |
| cos(x) | {\displaystyle \sum _{n=0}^{\infty }{\frac {(-1)^{n}x^{2n}}{(2n)!}}}                                                                       | {\displaystyle 1-{\frac {x^{2}}{2!}}+{\frac {x^{4}}{4!}}-{\frac {x^{6}}{6!}}+\cdots }                |
| tan(x) | {\displaystyle \sum _{n=1}^{\infty }{\frac {2^{2n}(2^{2n}-1)U_{n}x^{2n-1}}{(2n)!}},\quad \left\|x\right\|<{\frac {\pi }{2}}}               | {\displaystyle x+{\frac {x^{3}}{3}}+{\frac {2x^{5}}{15}}+{\frac {17x^{7}}{315}}+\cdots }             |
| cot(x) | {\displaystyle {\frac {1}{x}}-\sum _{n=1}^{\infty }{\frac {2^{2n}U_{n}x^{2n-1}}{(2n)!}},\quad 0<\left\|x\right\|<{\frac {\pi }{2}}}        | {\displaystyle {\frac {1}{x}}-{\frac {x}{3}}-{\frac {x^{3}}{45}}-{\frac {2x^{5}}{945}}-\cdots }      |
| sec(x) | {\displaystyle 1+\sum _{n=1}^{\infty }{\frac {E_{n}x^{2n}}{(2n)!}},\quad \left\|x\right\|<{\frac {\pi }{2}}}                               | {\displaystyle 1+{\frac {x^{2}}{2}}+{\frac {5x^{4}}{24}}+{\frac {61x^{6}}{720}}+\cdots }             |
| csc(x) | {\displaystyle {\frac {1}{x}}+\sum _{n=1}^{\infty }{\frac {2(2^{2n-1}-1)B_{n}x^{2n-1}}{(2n)!}},\quad 0<\left\|x\right\|<{\frac {\pi }{2}}} | {\displaystyle {\frac {1}{x}}+{\frac {x}{6}}+{\frac {7x^{3}}{360}}+{\frac {31x^{5}}{15120}}+\cdots } |

## Trên trường số phức
Ta có thể chứng minh rằng các hàm sin và cos là phần ảo và phần thực của hàm mũ của số ảo:
{\displaystyle e^{i\theta }=\cos \theta +i\sin \theta \,.}
Với i là đơn vị ảo, căn bậc hai của -1.
Liên hệ này được phát hiện lần đầu bởi Euler và công thức này đã được gọi là công thức Euler. Trong giải tích phức, nếu vẽ vòng tròn đơn vị trên mặt phẳng phức, gồm các điểm z = eix, các mối liên hệ giữa số phức và lượng giác trở nên rõ ràng. Ví dụ như các quá trình miêu tả bởi hàm mũ phức có tính chất tuần hoàn.
Công thức trên cũng cho phép mở rộng hàm lượng giác ra cho biến phức z:
{\displaystyle \sin z\,=\,\sum _{n=0}^{\infty }{\frac {(-1)^{n}}{(2n+1)!}}z^{2n+1}\,=\,{e^{\imath z}-e^{-\imath z} \over 2\imath }=-\imath \sinh \left(\imath z\right)}
{\displaystyle \cos z\,=\,\sum _{n=0}^{\infty }{\frac {(-1)^{n}}{(2n)!}}z^{2n}\,=\,{e^{\imath z}+e^{-\imath z} \over 2}=\cosh \left(\imath z\right)}
Trong trường hợp đặc biệt, z = x, một số thực
{\displaystyle \cos x\,=\,{\mbox{Re }}(e^{\imath x})}
{\displaystyle \sin x\,=\,{\mbox{Im }}(e^{\imath x})}

## Định nghĩa bằng phương trình vi phân
Cả hai hàm sin và cos thỏa mãn phương trình vi phân
{\displaystyle y\,''=-y}
Các hàm này là các hàm trái dấu của vi phân bậc hai của chúng.
Trong không gian vectơ hai chiều V chứa tất cả các nghiệm của phương trình vi phân trên, sin là hàm duy nhất thỏa mãn điều kiện biên y(0) = 0 và y′(0) = 1, còn cos là hàm duy nhất thỏa mãn điều kiện biên y(0) = 1 và y′(0) = 0. Hai hàm này lại độc lập tuyến tính trong V, chúng tạo thành hệ cơ sở cho V.
Thực tế cách định nghĩa này tương đương với việc dùng công thức Euler. Phương trình vi phân không chỉ có thể được dùng để định nghĩa sin và cos mà còn có thể được dùng để chứng minh các đẳng thức lượng giác cho các hàm này.
Hàm tan là nghiệm duy nhất của phương trình vi phân phi tuyến sau:
{\displaystyle y\,'=1+y^{2}}
với điều kiện biên y(0) = 0. Xem  Lưu trữ ngày 2 tháng 6 năm 2004 tại Wayback Machine cho một chứng minh của công thức này.
Các phương trình trên chỉ đúng khi biến số trong các hàm lượng giác là radian. Nếu dùng đơn vị đo góc khác, biến số thay đổi bằng qua một nhân tử k. Ví dụ, nếu x được tính bằng độ, k sẽ là: 
{\displaystyle k={\frac {\pi }{180}}.}
Lúc đó:
{\displaystyle f(x)=\sin(kx);k\neq 0,k\neq 1\,}
và vi phân của hàm sin bị thay đổi cùng nhân tử này:
{\displaystyle f'(x)=k\cos(kx)\,}.
Nghĩa là hàm sẽ phải thỏa mãn:
{\displaystyle y''=-k^{2}y\,}
Ví dụ trên cho hàm sin, điều tương tự cũng xảy ra cho hàm lượng giác khác.

## Các định nghĩa khác
Hàm sin và cos, và các hàm lượng giác khác suy ra từ hai hàm này, có thể được định nghĩa là hàm sin và cos trong định lý sau:
Tồn tại duy nhất cặp hàm sin và cos trên trường số thực thỏa mãn:
1. sin2(x) + cos2(x) = 1
2. sin(x+y) = sin(x)cos(y) + cos(x)sin(y)
3. cos(x+y) = cos(x)cos(y) - sin(x)sin(y)
4. 0 < xcos(x) < sin(x) < x với mọi 0 < x < 1

Ở đây {\displaystyle x,y\in \mathbb {R} }.

## Miền xác định và miền giá trị
Các hàm số lượng giác trên trường số thực có miền xác định và miền giá trị được tổng kết trong bảng sau:
| Hàm    | Miền xác định                                                              | Miền giá trị |
| ------ | -------------------------------------------------------------------------- | ------------ |
| sin    | R (toàn bộ trục số thực)                                                   | [-1, 1]      |
| cos    | R                                                                          | [-1, 1]      |
| tang   | R/{π/2 + kπ\|k nguyên} (các số thực khác π/2 + kπ, với k là các số nguyên) | R            |
| cotang | R/{kπ\|k nguyên} (các số thực khác kπ, với k là các số nguyên)             | R            |

## Phương pháp tính
Việc tính giá trị số cho các hàm lượng giác là bài toán phức tạp. Ngày nay, đa số mọi người có thể dùng máy tính hay máy tính bỏ túi khoa học để tính giá trị các hàm này. Dưới đây trình bày việc dùng bảng tính trong lịch sử để tra giá trị các hàm lượng giác, kỹ thuật tính ngày nay trong máy tính, và một số giá trị chính xác dễ nhớ.
Trước hết, việc tính giá trị các hàm lượng giác chỉ cần tập trung vào các góc nằm, ví dụ, từ 0 đến π/2, vì giá trị của các hàm lượng giác ở các góc khác đều có thể được suy ra bằng tính chất tuần hoàn và đối xứng của các hàm.
Trước khi có máy tính, người ta thường tìm giá trị hàm lượng giác bằng cách nội suy từ một bảng tính sẵn, có độ chính xác tới nhiều chữ số thập phân. Các bảng tính này thường được xây dựng bằng cách sử dụng các công thức lượng giác, như công thức chia đôi góc, hay công thức cộng góc, bắt đầu từ một vài giá trị chính xác (như sin(π/2)=1).
Các máy tính hiện đại dùng nhiều kỹ thuật khác nhau (Kantabutra, 1996). Một phương pháp phổ biến, đặc biệt cho các máy tính có các bộ tính số thập phân, là kết hợp xấp xỉ đa thức (ví dụ chuỗi Taylor hữu hạn hoặc hàm hữu tỉ) với các bảng tính sẵn — đầu tiên, máy tính tìm đến giá trị tính sẵn trong bảng nhỏ cho góc nằm gần góc cần tính nhất, rồi dùng đa thức để sửa giá trị trong bảng về giá trị chính xác hơn. Trên các phần cứng không có bộ số học và lô gíc, có thể dùng thuật toán CORDIC (hoặc các kỹ thuật tương tự) để tính hiệu quả hơn, vì thuật toán này chỉ dùng toán tử chuyển vị và phép cộng. Các phương pháp này đều thường được lắp sẵn trong các phần cứng máy tính để tăng tốc độ xử lý.
Đối với các góc đặc biệt, giá trị các hàm lượng giác có thể được tính bằng giấy và bút dựa vào định lý Pytago. Ví dụ như sin, cos và tang của các góc là bội của π/60 radian (3 độ) có thể tính được chính xác bằng giấy bút.
Một ví dụ đơn giản là tam giác vuông cân với các góc nhọn bằng π/4 radian (45 độ). Cạnh kề b bằng cạnh đối a và có thể đặt a = b = 1. Sin, cos và tang của π/4 radian (45 độ) có thể tính bằng định lý Pytago như sau:
{\displaystyle c={\sqrt {a^{2}+b^{2}}}={\sqrt {2}}}
Nên:
{\displaystyle \sin \left(\pi /4\right)=\sin \left(45^{\circ }\right)=\cos \left(\pi /4\right)=\cos \left(45^{\circ }\right)={1 \over {\sqrt {2}}}}
{\displaystyle \tan \left(\pi /4\right)=\tan \left(45^{\circ }\right)={{\sqrt {2}} \over {\sqrt {2}}}=1}
Một ví dụ khác là tìm giá trị hàm lượng giác của π/3 radian (60 độ) và π/6 radian (30 độ), có thể bắt đầu với tam giác đều có các cạnh bằng 1. Cả ba góc của tam giác bằng π/3 radian (60 độ). Chia đôi tam giác này thành hai tam giác vuông có góc nhọn π/6 radian (30 độ) và π/3 radian (60 độ). Mỗi tam giác vuông có cạnh ngắn nhất là 1/2, cạnh huyền bằng 1 và cạnh còn lại bằng (√3)/2. Như vậy:
{\displaystyle \sin \left(\pi /6\right)=\sin \left(30^{\circ }\right)=\cos \left(\pi /3\right)=\cos \left(60^{\circ }\right)={1 \over 2}}
{\displaystyle \cos \left(\pi /6\right)=\cos \left(30^{\circ }\right)=\sin \left(\pi /3\right)=\sin \left(60^{\circ }\right)={{\sqrt {3}} \over 2}}
{\displaystyle \tan \left(\pi /6\right)=\tan \left(30^{\circ }\right)=\cot \left(\pi /3\right)=\cot \left(60^{\circ }\right)={1 \over {\sqrt {3}}}}

## Hàm lượng giác ngược
Các hàm lượng giác tuần hoàn, do vậy để tìm hàm ngược, cần giới hạn miền của hàm. Dươi đây là định nghĩa các hàm lượng giác ngược:
| Giới hạn miền           | Định nghĩa                              |
| -π/2 ≤ y ≤ π/2          | y = arcsin(x) khi và chỉ khi x = sin(y) |
| 0 ≤ y ≤ π               | y = arccos(x) khi và chỉ khi x = cos(y) |
| -π/2 < y < π/2          | y = arctan(x) khi và chỉ khi x = tan(y) |
| 0 < y < π               | y = arccot(x) khi và chỉ khi x = cot(y) |
| 0 < y < π và y ≠ π/2    | y = arcsec(x) khi và chỉ khi x = sec(y) |
| -π/2 < y < π/2 và y ≠ 0 | y = arccsc(x) khi và chỉ khi x = csc(y) |

Các hàm ngược được ký hiệu là arcsin và arccos
Các hàm lượng giác ngược cũng có thể được định nghĩa bằng chuỗi vô hạn:
{\displaystyle {\begin{matrix}\arcsin z&=&z+\left({\frac {1}{2}}\right){\frac {z^{3}}{3}}+\left({\frac {1\cdot 3}{2\cdot 4}}\right){\frac {z^{5}}{5}}+\left({\frac {1\cdot 3\cdot 5}{2\cdot 4\cdot 6}}\right){\frac {z^{7}}{7}}+\cdots \\&=&\sum _{n=0}^{\infty }\left({\frac {(2n)!}{2^{2n}(n!)^{2}}}\right){\frac {z^{2n+1}}{(2n+1)}}\end{matrix}}\,\quad \left|z\right|<1}
{\displaystyle {\begin{matrix}\arccos z&=&{\frac {\pi }{2}}-\arcsin z\\&=&{\frac {\pi }{2}}-(z+\left({\frac {1}{2}}\right){\frac {z^{3}}{3}}+\left({\frac {1\cdot 3}{2\cdot 4}}\right){\frac {z^{5}}{5}}+\left({\frac {1\cdot 3\cdot 5}{2\cdot 4\cdot 6}}\right){\frac {z^{7}}{7}}+\cdots )\\&=&{\frac {\pi }{2}}-\sum _{n=0}^{\infty }\left({\frac {(2n)!}{2^{2n}(n!)^{2}}}\right){\frac {z^{2n+1}}{(2n+1)}}\end{matrix}}\,\quad \left|z\right|<1}
{\displaystyle {\begin{matrix}\arctan z&=&z-{\frac {z^{3}}{3}}+{\frac {z^{5}}{5}}-{\frac {z^{7}}{7}}+\cdots \\&=&\sum _{n=0}^{\infty }{\frac {(-1)^{n}z^{2n+1}}{2n+1}}\end{matrix}}\,\quad \left|z\right|<1}
{\displaystyle {\begin{matrix}\operatorname {arccot} z&=&{\frac {\pi }{2}}-\arctan z\\&=&{\frac {\pi }{2}}-(z-{\frac {z^{3}}{3}}+{\frac {z^{5}}{5}}-{\frac {z^{7}}{7}}+\cdots )\\&=&{\frac {\pi }{2}}-\sum _{n=0}^{\infty }{\frac {(-1)^{n}z^{2n+1}}{2n+1}}\end{matrix}}\,\quad \left|z\right|<1}
{\displaystyle {\begin{matrix}\operatorname {arccsc} z&=&\arcsin \left(z^{-1}\right)\\&=&z^{-1}+\left({\frac {1}{2}}\right){\frac {z^{-3}}{3}}+\left({\frac {1\cdot 3}{2\cdot 4}}\right){\frac {z^{-5}}{5}}+\left({\frac {1\cdot 3\cdot 5}{2\cdot 4\cdot 6}}\right){\frac {z^{-7}}{7}}+\cdots \\&=&\sum _{n=0}^{\infty }\left({\frac {(2n)!}{2^{2n}(n!)^{2}}}\right){\frac {z^{-(2n+1)}}{2n+1}}\end{matrix}}\,\quad \left|z\right|>1}
{\displaystyle {\begin{matrix}\operatorname {arcsec} z&=&\arccos \left(z^{-1}\right)\\&=&{\frac {\pi }{2}}-(z^{-1}+\left({\frac {1}{2}}\right){\frac {z^{-3}}{3}}+\left({\frac {1\cdot 3}{2\cdot 4}}\right){\frac {z^{-5}}{5}}+\left({\frac {1\cdot 3\cdot 5}{2\cdot 4\cdot 6}}\right){\frac {z^{-7}}{7}}+\cdots )\\&=&{\frac {\pi }{2}}-\sum _{n=0}^{\infty }\left({\frac {(2n)!}{2^{2n}(n!)^{2}}}\right){\frac {z^{-(2n+1)}}{(2n+1)}}\end{matrix}}\,\quad \left|z\right|>1}
Chúng cũng có thể được định nghĩa thông qua các biểu thức sau, dựa vào tính chất chúng là đạo hàm của các hàm khác.
{\displaystyle \arcsin \left(x\right)=\int _{0}^{x}{\frac {1}{\sqrt {1-z^{2}}}}\,\mathrm {d} z,\quad |x|<1}
{\displaystyle \arccos \left(x\right)=\int _{x}^{1}{\frac {1}{\sqrt {1-z^{2}}}}\,\mathrm {d} z,\quad |x|<1}
{\displaystyle \arctan \left(x\right)=\int _{0}^{x}{\frac {1}{1+z^{2}}}\,\mathrm {d} z,\quad \forall x\in \mathbb {R} }
{\displaystyle \operatorname {arccot} \left(x\right)=\int _{x}^{\infty }{\frac {1}{z^{2}+1}}\,\mathrm {d} z,\quad z>0}
{\displaystyle \operatorname {arcsec} \left(x\right)=\int _{x}^{1}{\frac {1}{|z|{\sqrt {z^{2}-1}}}}\,\mathrm {d} z,\quad x>1}
{\displaystyle \operatorname {arccsc} \left(x\right)=\int _{x}^{\infty }{\frac {-1}{|z|{\sqrt {z^{2}-1}}}}\,\mathrm {d} z,\quad x>1}
Công thức trên cho phép mở rộng hàm lượng giác ngược ra cho các biến phức:
{\displaystyle \arcsin(z)=-i\log \left(i\left(z+{\sqrt {1-z^{2}}}\right)\right)}
{\displaystyle \arccos(z)=-i\log \left(z+{\sqrt {z^{2}-1}}\right)}
{\displaystyle \arctan(z)={\frac {i}{2}}\log \left({\frac {1-iz}{1+iz}}\right)}

## Một số đẳng thức
Xem thêm Đẳng thức lượng giác
Xem thêm Danh sách tích phân với hàm lượng giác, Danh sách tích phân với hàm lượng giác ngược
{\displaystyle \sin \left(x+y\right)=\sin x\cos y+\cos x\sin y}
{\displaystyle \sin \left(x-y\right)=\sin x\cos y-\cos x\sin y}
{\displaystyle \cos \left(x+y\right)=\cos x\cos y-\sin x\sin y}
{\displaystyle \cos \left(x-y\right)=\cos x\cos y+\sin x\sin y}
{\displaystyle \sin x+\sin y=2\sin \left({\frac {x+y}{2}}\right)\cos \left({\frac {x-y}{2}}\right)}
{\displaystyle \sin x-\sin y=2\cos \left({\frac {x+y}{2}}\right)\sin \left({\frac {x-y}{2}}\right)}
{\displaystyle \cos x+\cos y=2\cos \left({\frac {x+y}{2}}\right)\cos \left({\frac {x-y}{2}}\right)}
{\displaystyle \cos x-\cos y=-2\sin \left({\frac {x+y}{2}}\right)\sin \left({\frac {x-y}{2}}\right)}
{\displaystyle \tan x+\tan y={\frac {\sin \left(x+y\right)}{\cos x\cos y}}}
{\displaystyle \tan x-\tan y={\frac {\sin \left(x-y\right)}{\cos x\cos y}}}
{\displaystyle \cot x+\cot y={\frac {\sin \left(x+y\right)}{\sin x\sin y}}}
{\displaystyle \cot x-\cot y={\frac {-\sin \left(x-y\right)}{\sin x\sin y}}}

## Tính chất và ứng dụng

Định luật sin và định luật cos có thể được chứng minh bằng việc chia đôi tam giác thành hai tam giác vuông.

Các hàm lượng giác có vị trí quan trọng trong lượng giác học. Bên ngoài lượng giác học, tính tuần hoàn của chúng có ích cho việc mô phỏng các chuyển động sóng như sóng điện từ hay âm thanh. Mọi tín hiệu đều có thể được phân tích thành tổng (vô hạn) của các hàm sin và cos ứng với nhiều tần số; đây là ý tưởng chủ đạo của phân tích Fourier, dùng để giải quyết các bài toán điều kiện biên và phương trình đạo hàm riêng.
Các tính chất quan trọng nhất của các hàm lượng giác trong lượng giác học được thể hiện ở ba định lý:

### Định lý sin
Định lý sin phát biểu cho bất kỳ một tam giác nào:
{\displaystyle {\frac {a}{\sin A}}={\frac {b}{\sin B}}={\frac {c}{\sin C}}=2R}
Có thể chứng minh định lý này bằng cách chia đôi tam giác thành hai tam giác vuông, rồi dùng định nghĩa của hàm sin. (sinA)/a là nghịch đảo của đường kính đường tròn đi qua ba điểm A, B và C. Định lý sin có thể dùng để tính độ dài của một cạnh khi đã biết độ dài hai cạnh còn lại của tam giác. Đây là bài toán hay gặp trong kỹ thuật tam giác, một kỹ thuật dùng để đo khoảng cách dựa vào việc đo các góc và các khoảng cách dễ đo khác.

### Định lý cos
Định lý cos là một kết quả mở rộng của định lý Pytago:
{\displaystyle c^{2}=a^{2}+b^{2}-2ab\cos C\,}
Định lý này cũng có thể được chứng minh bằng việc chia tam giác thành hai tam giác vuông. Định lý này có thể được dùng để tìm các dữ liệu chưa biết về một tam giác nếu đã biết độ lớn hai cạnh và một góc.
Nếu góc trong biểu thức không được quy ước rõ ràng, ví dụ nhỏ hơn 90°, thì sẽ có hai tam giác thỏa mãn định lý cos, ứng với hai góc C nằm trong khoảng từ 0 đến 180°Cùng cho một giá trị cos C

### Định lý tan
Định lý tan phát biểu là:
{\displaystyle {\frac {a+b}{a-b}}={\frac {\tan {\big [}{\cfrac {1}{2}}(A+B){\big ]}}{\tan {\big [}{\cfrac {1}{2}}(A-B){\big ]}}}}